# Somme (megye)
Koordináták: é. sz. 49° 53′, k. h. 2° 25′49.883333°N 2.416667°E
Somme (IPA: [sɔm]) megye a 83 eredeti département egyike, amelyeket a francia forradalom alatt 1790. március 4-én hoztak létre.

## Elhelyezkedése
Franciaország északi részén terül el, Hauts-de-France régió (2015 végéig Pikárdia régió) része. Északnyugatról a La Manche csatorna határolja. A szomszédos megyék: Pas-de-Calais, Nord, Aisne, Oise és Seine-Maritime.
Fő folyója a Somme.

## Közigazgatás
| Somme kerületei és kantonjai | Kerület neve | Lakosság (fő, 2010) | Terület (km²) | Kantonok száma | Önkormányzatok száma |
| Somme kerületei és kantonjai | Abbeville    | 24.155              | 1733          | 13             | 200                  |
| Somme kerületei és kantonjai | Amiens       | 133.448             | 2321          | 20             | 282                  |
| Somme kerületei és kantonjai | Montdidier   | 6.083               | 916           | 5              | 132                  |
| Somme kerületei és kantonjai | Péronne      | 7.887               | 1200          | 8              | 169                  |

## Települések
A megye legnagyobb városai 2011-ben:

| Település  | Népesség (fő, 2011) |
| ---------- | ------------------- |
| Amiens     | 133 327             |
| Abbeville  | 24 155              |
| Albert     | 9 774               |
| Péronne    | 7 887               |
| Doullens   | 6 717               |
| Corbie     | 6 388               |
| Roye       | 6 155               |
| Montdidier | 6 083               |
| Longueau   | 5 686               |
| Ham        | 4 991               |

## Képek

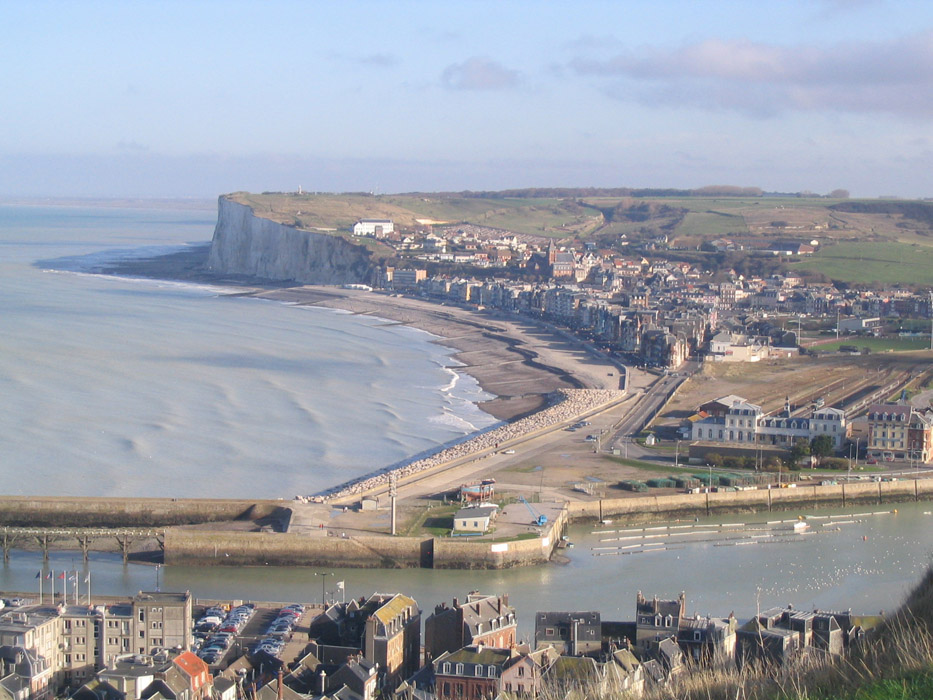
Mers-les-Bains tengerpartja
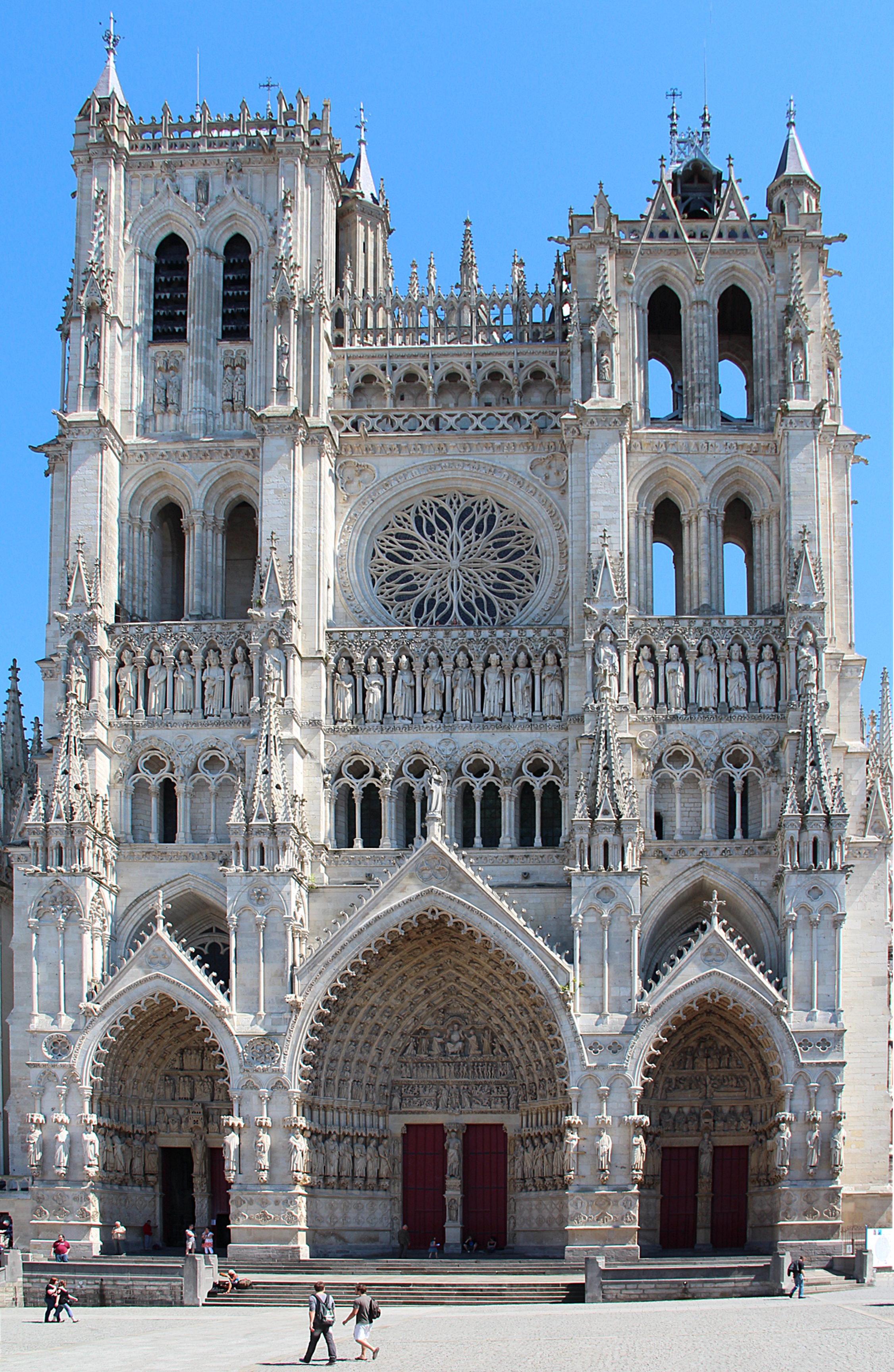
Az Amiens-i katedrális
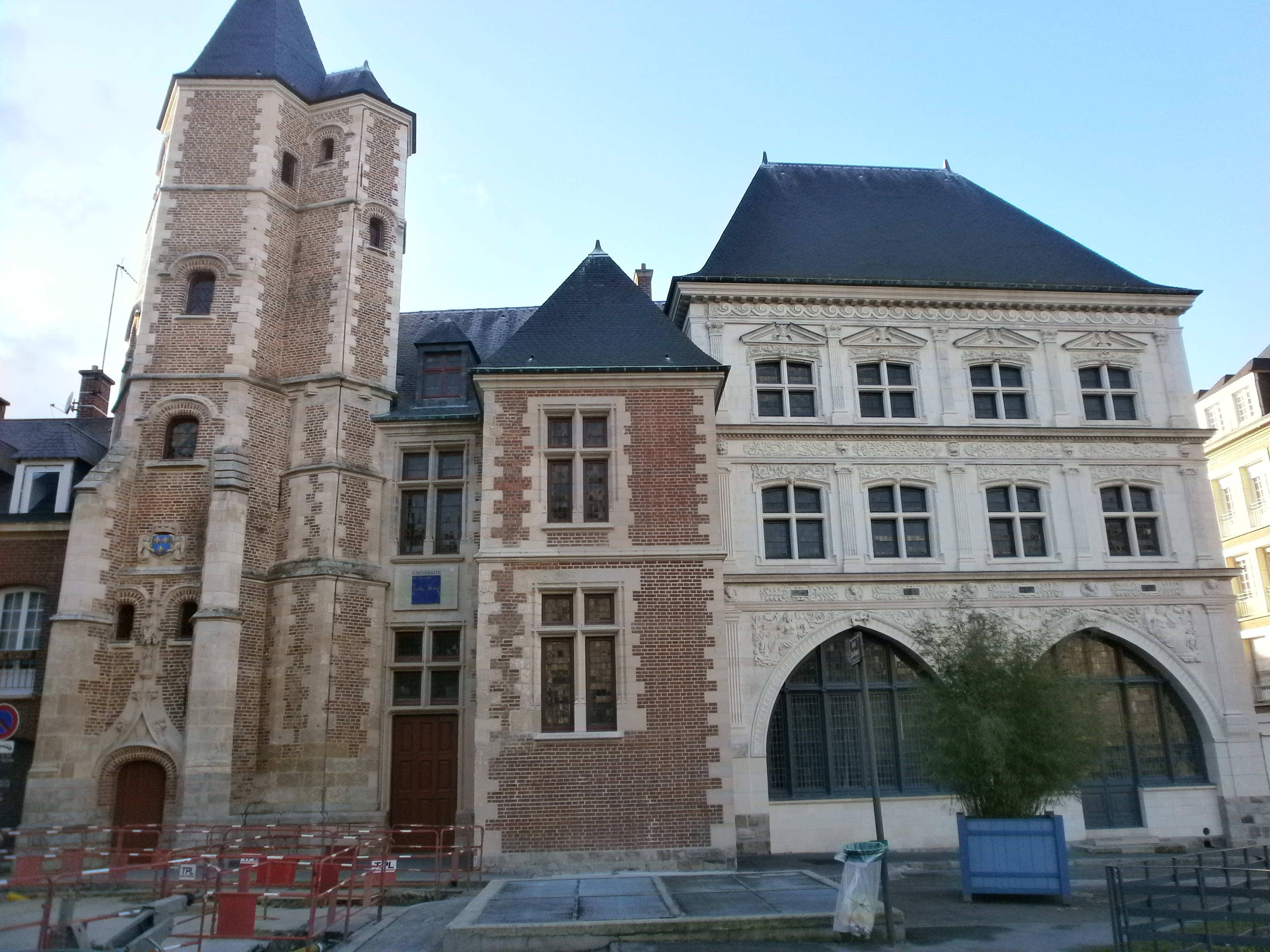
A király lakóháza Amiens-ben
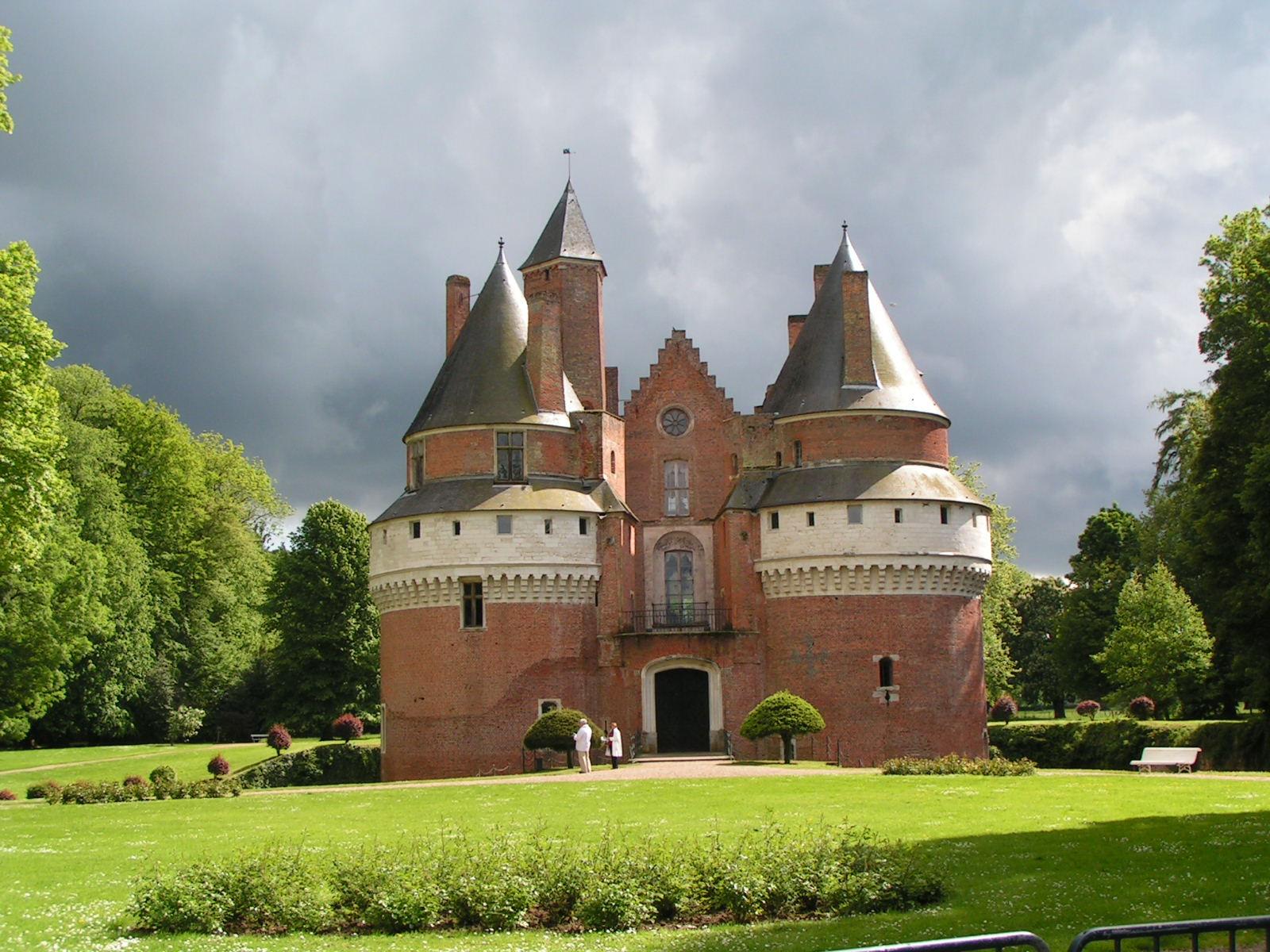
Rambures kastély
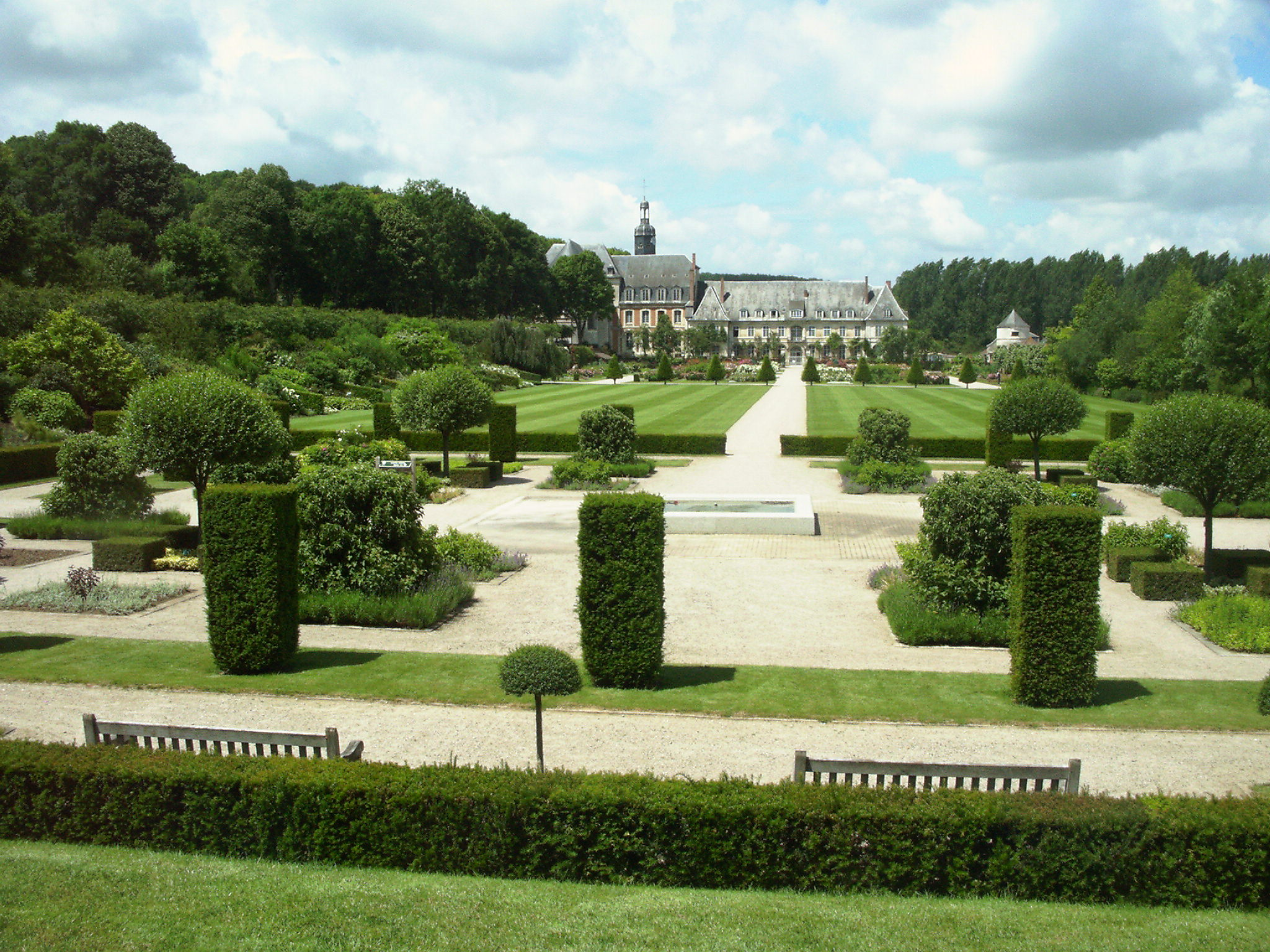
A Valloires apátság kertje
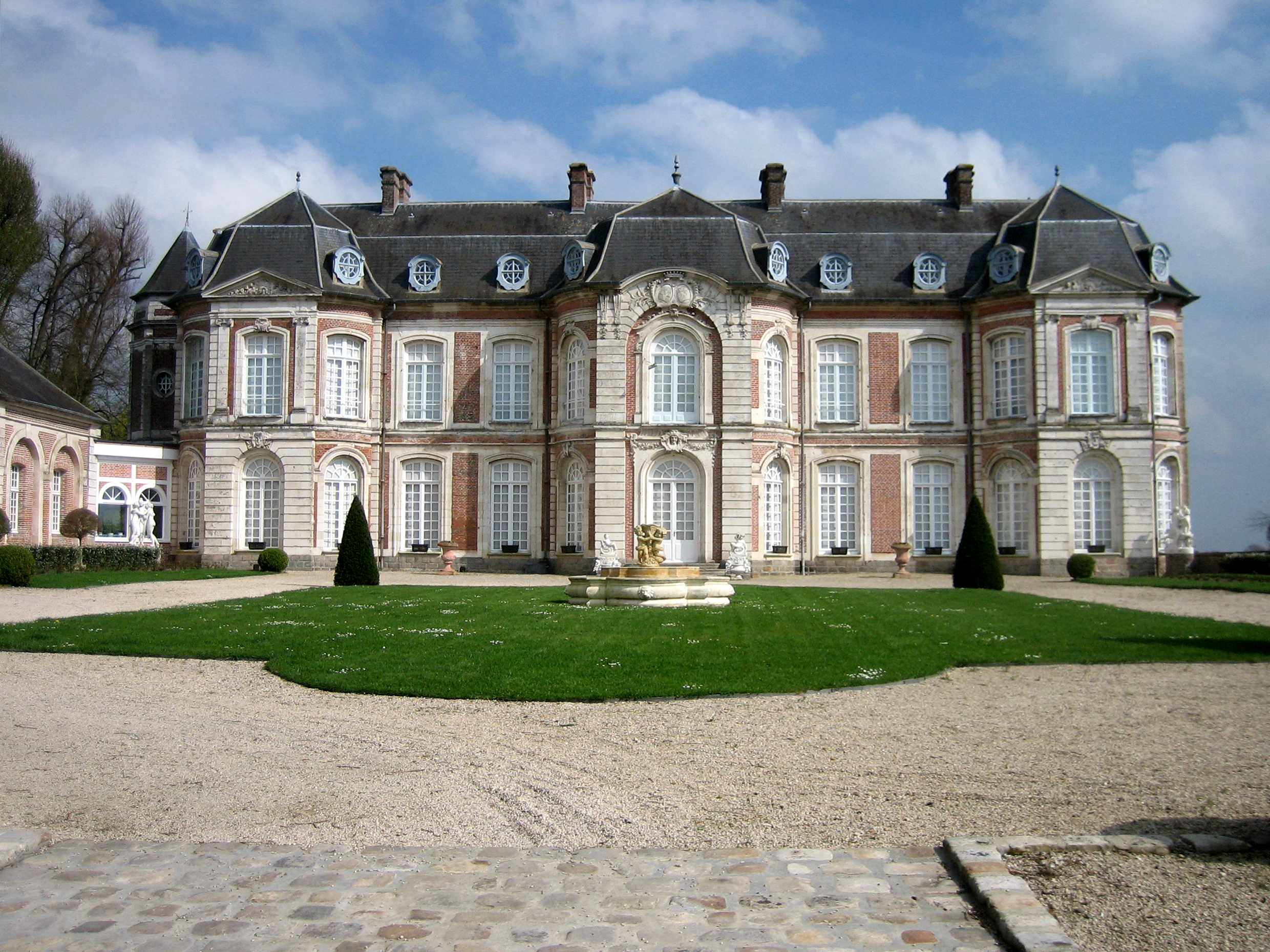
Long kastély
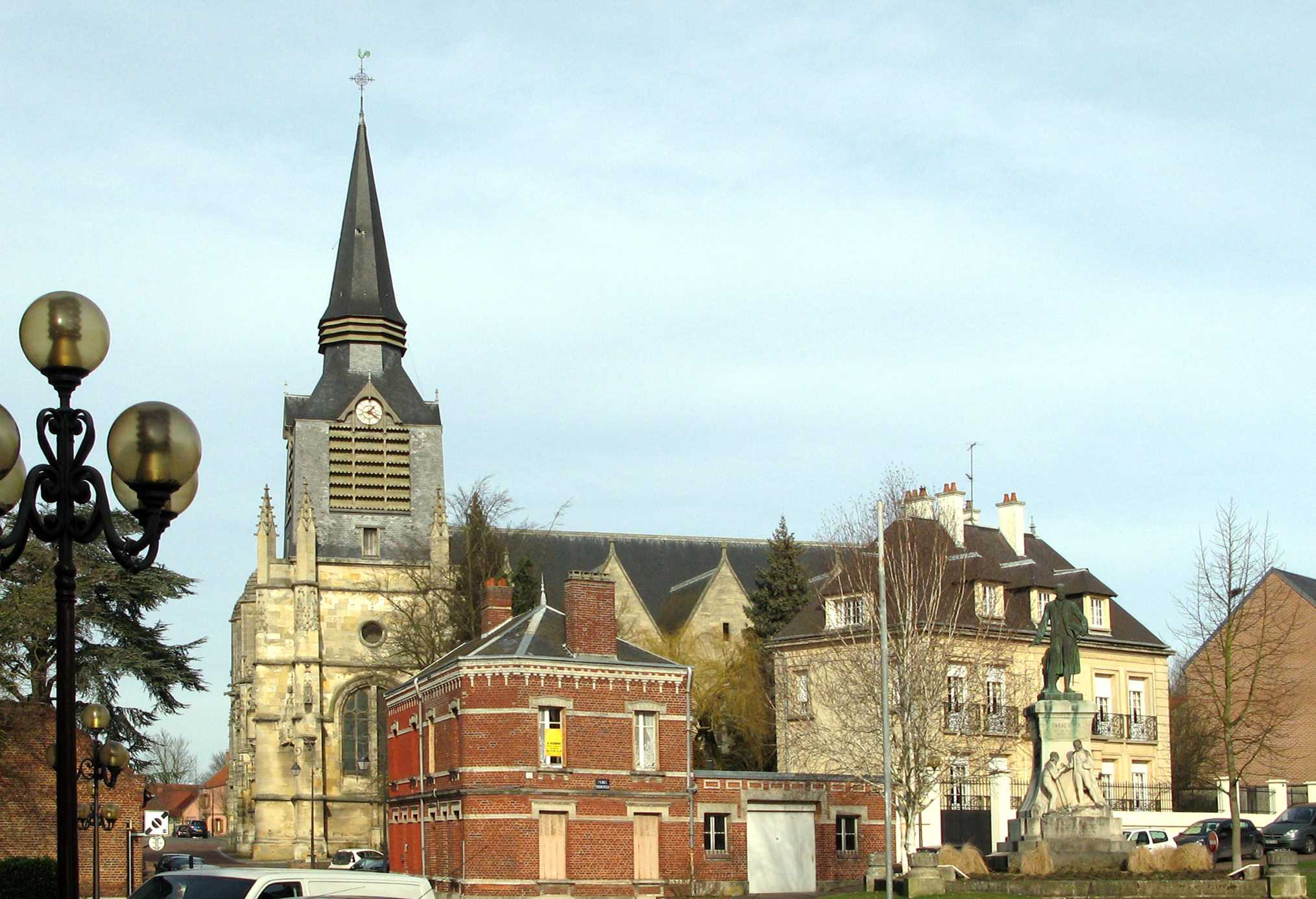
Szent Péter templom, Montdidier